# Római katolikus székesegyház (Szatmárnémeti)
A szatmárnémeti római katolikus székesegyház (más néven Nagytemplom vagy Urunk Mennybemenetele székesegyház) a Szatmári egyházmegye püspöki székesegyháza, Szatmárnémeti legrégebbi és legnagyobb római katolikus műemléktemploma (műemlékként az SM-II-m-A-05225 kódszámot viseli).
1830-1837 között építtette Hám János püspök (Hild József tervei nyomán), a helyén korábban álló (1786 és 1837 közt épült) barokk székesegyház egyes részeinek felhasználásával. Külső építészeti megoldásaiban dominánsan klasszicista stílusú (csak néhol maradtak meg a barokkra utaló elemek), belső terében viszont nagyobb súllyal vannak jelen barokk vonások. Az épület előtti parkosított részen található építtetője, Hám János püspök szobra, melyet Nm. és Ft. Reizer Pál megyés püspök emeltetett a nagy előd tiszteletére.

## Fekvése
Szatmárnémeti óvárosában, az úgynevezett „régi főtéren” található, a Pannónia szálló épülete mellett a főtér arculatának legmeghatározóbb épülete. Közvetlen szomszédságában (tőle jobbra) helyezkedik el a hozzá igazodó stílusú egykori plébániaépület (a ma használt plébánia egy ennél díszesebb épület, szintén a régi főtéren), mögötte a kanonokpaloták, velük szemben pedig a püspöki palota.

## Története[1][2][3]
Mai (végleges) alakját a XIX. század harmincas éveiben, több szakaszban történő átépítés nyomán nyerte el. Alapja az egykori alacsony, egytornyú régi plébániatemplom (épült: 1786 - 1798), amit még a várban álló régi plébániatemplom helyett emeltetett a szatmári plébánia, miután az romba dőlt.
Az új templom számára a Debreczeni-telket jelölték ki, itt történt meg 1786. július 2-án az alapkőletétel. Ez a templom jóval kisebb volt mai „utódjánál”, egyetlen tornyát a templom mellé építették az északi oldalán. A templomot 1798. november 1-jén Tájer György egri kanonok szentelte fel.
1804-ben, a szatmári püspökség megalapítása alkalmával a templomot székesegyházi rangra emelték. A hívek számának növekedése következtében szükségessé vált megnagyobbítása. Báró Fischer István püspök megterveztette és megkezdte a szentély meghosszabbítását és magasabbra emelését. A megkezdett munkát Klobusiczky Péter megyés püspök fejezte be.
Ekkor készült el az emeletesnek tervezett két sekrestye és a püspöki kripta is. Ő készíttette a székesegyház kanonoki székeit (stallum), a papnövendékek padjait a szentélyben és a szószéket is.
Ezt a templomot alakíttatta át Hám János püspök, hogy az egyházmegye rangjához illő székesegyháza legyen püspökségének. Az átalakítás terveit Hild József európai hírű műépítésszel készíttette el.

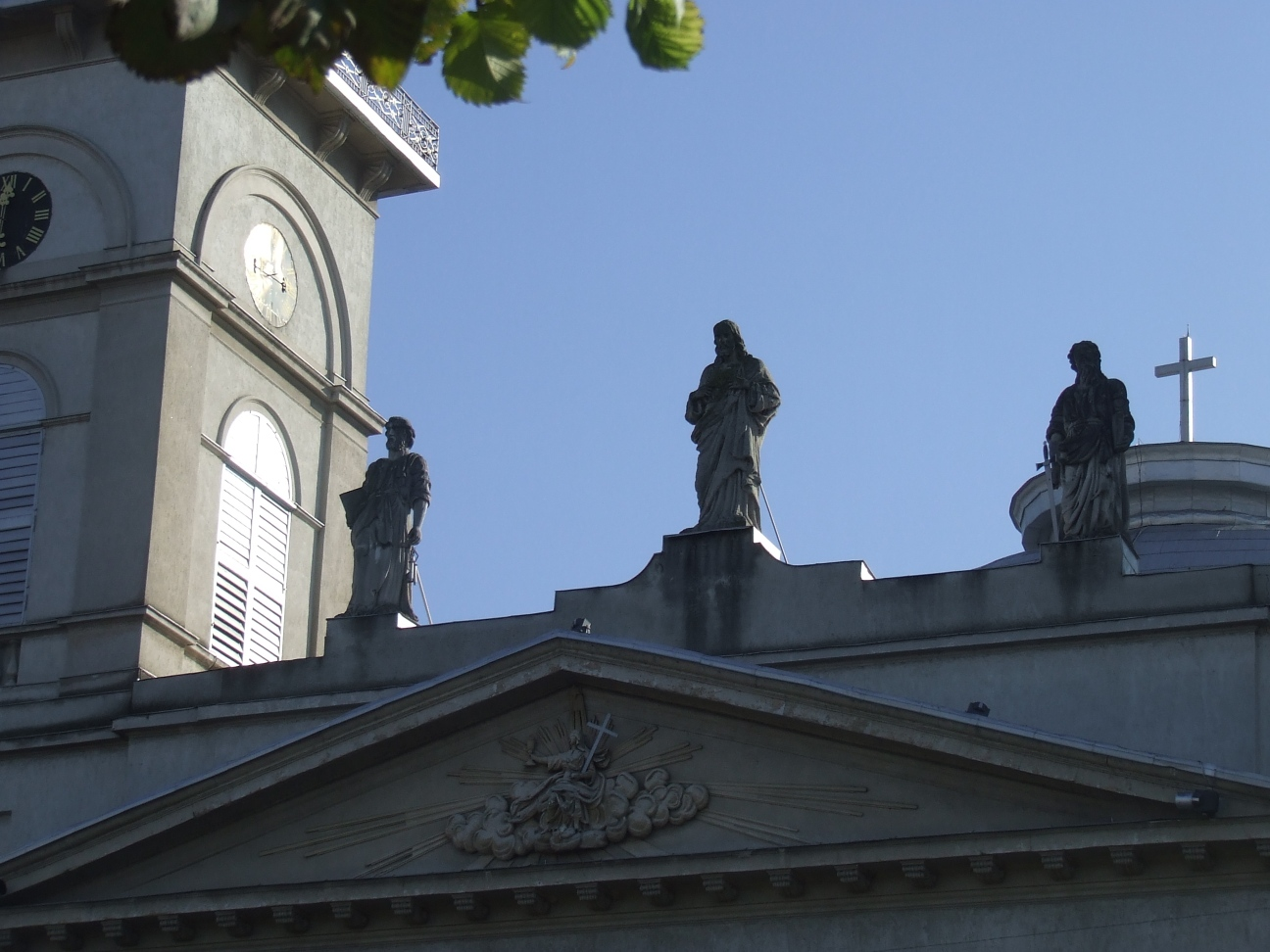
A Jézus szíve szobor a székesegyház tetején, két oldalán Szent Péter és Szent Pál szobraival

A templom hajóját ekkor bővítették ki a kör alakú kupolával és a két mellékhajóval. Lebontották a templom régi tornyát és megépítették a két új tornyot, valamint a két torony között a bejáratnál a hat hatalmas kőoszlopon nyugvó előcsarnokot.
A két torony felső közét a püspök a Megváltó, és jobbról - balról Szent Péter és Szent Pál apostol kőszobraival díszíttette. A Megváltó szobra 1852-ben egy vihar következtében leesett a templom homlokzatáról. Kijavították, visszahelyezték. 1875-ben ismét leesett, s áttörte a déli torony falait, a mostani lourdes-i kápolnáig. Az akkori szobrot cementtel összeragasztották, majd Pelikán József kanonok kertjében állították fel. A kert államosításakor visszakerült a székesegyház cintermébe. Meszlényi püspök a Megváltó szobra helyett Jézus Szíve szobrot állíttatott a templom homlokzatára.
Az építési munkálatok idején, 1834-ben, a földrengés következtében a templom falai több helyen veszélyesen megrepedeztek. A bezárt templom javítási munkálatai három éven át tartottak, a megújított székesegyházat Hám János püspök 1837. augusztus 20-án szentelte fel.
A főoltár képét (Krisztus mennybemenetele) Pesky József, a kupolafestményt (A 12 éves Jézus a templomban) Reidler János készítette a 19. század harmincas éveiben.
A székesegyház főoltárát carrarai márványból Tomán Félix készítette 1905-ben.
A hívekkel szembenéző oltár carrarai márványból, 1975. november 23-án, Krisztus Király ünnepén szentelték fel.

## Leírása[4]
A szatmárnémeti római katolikus székesegyház a város főterének legmarkánsabb épülete, az egykori Deák Ferenc (ma Szabadság) tér keleti oldalán helyezkedik el, a Széchenyi (1918. december 1.) utca elején található püspöki palota szomszédságában.
A kelet-nyugat tájolású, háromhajós, bazilikális elrendezésű templom keleten egy hosszan elnyúló félköríves záródású szentélyben végződik. A szentély déli és északi falához egy-egy sekrestye csatlakozik, emeletükön oratóriummal. A háromszakaszos főhajó központi szakasza fölött kettős tartópillérekkel hangsúlyozott nagyméretű csegelyes tamburos kupola emelkedik. A két nyugati torony alatt egy-egy négyzetes alaprajzú kápolna, a tornyok által közrefogott bejárati térrész fölött pedig az orgonakarzat foglal helyet.

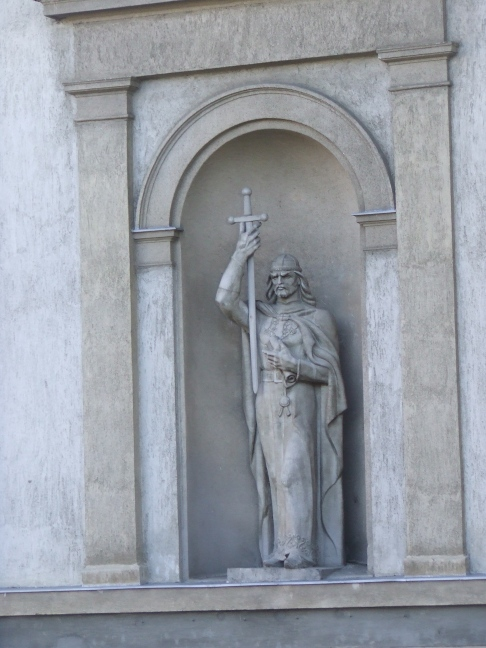
Szent István szobra az oszlopcsarnok bal oldalán

A székesegyház külső képét a monumentális hatású nyugati homlokzat határozza meg. A főhomlokzat középrészét egy nagy méretű, 6 oszlop szélességű, attikával és timpanonnal koronázott, a homlokzat falsíkjából előugró portikusz díszíti. A portikusz két oldalán egy-egy hasáb alakú, zömök torony emelkedik. A tornyok vasrácsmellvédes erkéllyel lezárt fölső szintje fölött egy-egy dobbal megemelt kupola emelkedik.
A főhomlokzat súlyos tömegét gazdag szobordísz teszi változatossá. A korinthoszi fejezetű oszlopok fölött húzódó timpanon orommezejét a felhők között keresztet és kelyhet tartó női alak formájában ábrázolt Hit allegorikus alakja tölti ki, a timpanon mögött húzódó attikát pedig három szobor koronázza: középen a Megváltó, jobboldalt Szent Péter, baloldalt pedig Szent Pál apostol szobra emelkedik, a tornyok alsó szintjének homlokfalába mélyített félköríves záródású fülkékbe pedig Szent István és Szent László királyok szobrai kerültek. Ezt a szobrászati díszt egészítik ki a homlokzat falába mélyített téglalap alakú mezők kerubokat és füzérdíszeket mintázó reliefjei.

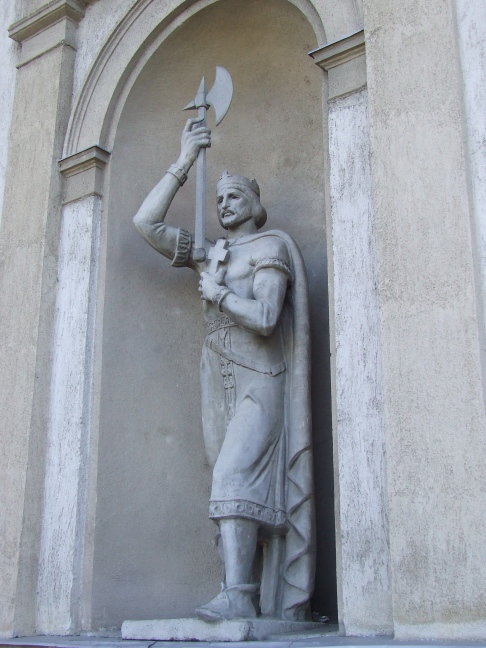
Szent László szobra az oszlopcsarnok jobb oldalán

Az oldalhomlokzatok tömbszerű kialakításúak, a kupolát és a mellékhajók falait félköríves záródású ablakok illetve szabályos ritmikussággal elhelyezkedő lizénák tagolják. A sekrestyék homlokfalát áttörő egyenes záródású oldalbejáratok fölött egy-egy előugró, timpanonnal lezárt, két oszlopra támaszkodó portikusz emelkedik.
A templom belső terét dekoratív díszítőfestés és bibliai jeleneteket ábrázoló falképek borítják. A szentély ívmezőjén Krisztus mennybemenetelének Majoros Károly szatmári rajztanár által a 19. század végén festett jelenete látható.
A kupolát 1836-ban Riedler János díszítette, központi festménye a 12 éves Jézust ábrázolja a jeruzsálemi templomban, a csegelyeken pedig a négy evangélista alakja jelenik meg. A kupola festményét 1904-ben Scheuchl Tamás restaurálta. Ekkor a festmény alsó szintjén megjelenő, a gyerek Jézust körülvevő papok és tudósok alakjait Hám János és Meszlényi Gyula püspökök portréival egészítette ki.
A karzat előtti boltszakaszon Magyarok Nagyasszonya ábrázolás látható, melyen Szűz Mária felhőkön trónoló alakja jelenik meg, jobb karján az országalmát tartó gyerek Jézus ül, bal karjában jogart tart, fején pedig korona található. Alakját kelyhet, füstölőt, Szentírást tartó illetve imádkozó angyalok veszik körül, illetve egyikük a székesegyház makettjét ajánlja a Szűzanya oltalmába. A festmény, amint az angyal kezében tartott szalag felirata is sejteti, 1904-ben, az egyházmegye fennállásának századik évfordulójának alkalmából készült. Készítője, Scheuchl Tamás, a kompozíciót négy, Árpád-házi női szenteket (Margit, Erzsébet, Gizella, Kunigunda) ábrázoló medalionnal vette körül. Említést érdemelnek még a sekrestyék bejáratai fölött valamint a két kápolna közelében levő festmények, amelyeket Tóth Gyula (1891-1970) festett. Témáik az Angyali üdvözlet, Jézus születése, Menekülés Egyiptomba, Szent Család. A belső tér meghatározó részét képezi a hosszan elnyúló szentély. A főoltár Krisztus mennybemenetelét ábrázoló festményét a pesti Pesky (Peschky) festőcsalád egyik tagja készítette 1837-ben. Figyelemreméltó a klasszicista jellegű márvány oltárépítmény oszlopokkal, párkányokkal tagolt kiképzése, szobrászati dísze (különösen az oltárt két oldalán álló Szent Péter és Szent Pál szobrok) illetve a korinthoszi fejezetű ikeroszlopokra támaszkodó baldachin alatt húzódó oltárszekrény aranyozott ajtajának a trónoló Krisztust Szent Péter és Szent Pál apostolokkal ábrázoló, zománctechnikával készült központi medalionja.
A szentély északi és déli fala mellett egy-egy cseresznyefából készült kanonoki stallum található. A stallumok falhoz csatlakozó részét korinthoszi fejezetű ikeroszlopok tagolják, a rájuk nehezedő párkány fölött pedig urnákkal és kígyózó indadíszekkel közrefogott ovális alakú festmények foglalnak helyet. Hasonló kiképzést kaptak a mellékhajókban található gyóntatószékek is.
A kanonoki stallumok szomszédságában elhelyezkedő szürke márványozású oltárépítmények Szent István királyt és Szent János evangélistát ábrázoló festményeit a már említett Majoros Károly készítette a 19. század végén.
Ugyancsak a szentélyben található a keresztelő medence is. A márványból készült medence fölött emelkedő aranyozott gipszplasztika Jézust és Keresztelő Szent Jánost, fölöttük pedig a Szentlélekre utaló, sugarakkal körülvett galambot jeleníti meg.
A diadalív északi falához csatlakozik a székesegyház szószéke, kosarának domborműve, akárcsak a kupola festménye a 12 éves Jézust jeleníti meg a jeruzsálemi templomban.

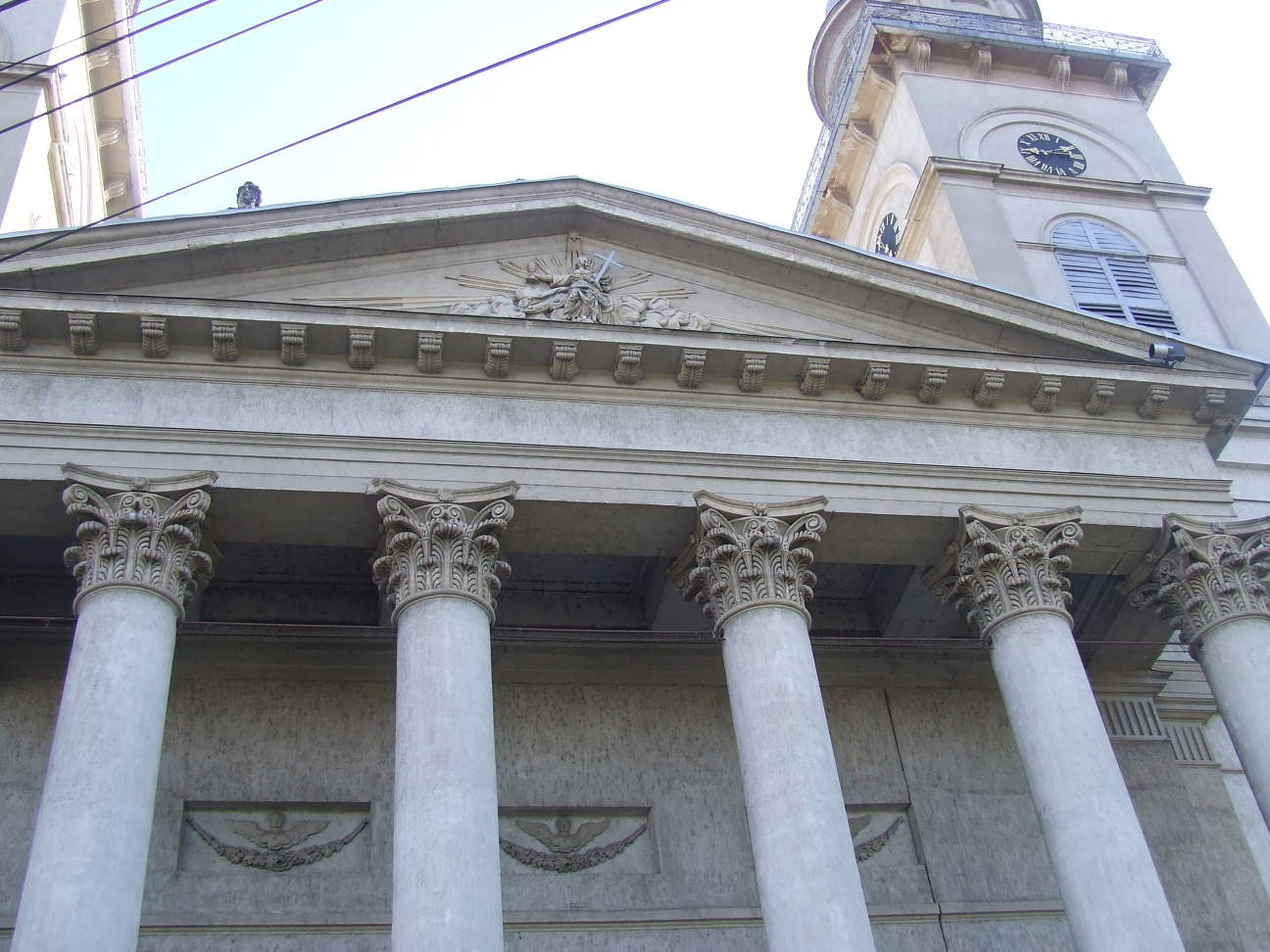
A korinthoszi oszlopcsarnok és a timpanon

A mellékhajók oltárképei Nepomuki Szent Jánost, Szent Alajost ábrázolják, a központi tér két oldalán pedig két késő barokk oltár, egy Szent Kereszt és egy Pieta ábrázolás található.
A székesegyház nyugati tornyai alatt egy-egy kápolna került kialakításra. A déli torony alatt húzódó Lourdesi Mária kápolnát 1873-ban, a északi torony alatt levőt pedig Páduai Szent Antal tiszteletére 1960-ban alakították ki.
A kápolnák és a bejárat fölött húzódik az orgonakarzat. A budapesti Rieger cég által Haller Jenő szatmárnémeti pap tervei alapján készített orgonát 1916-ban szentelték fel.
Említésre méltó a szentély alatt húzódó kripta, illetve az északi sekrestye és a fölötte húzódó oratórium helyiségeiben található, Meszlényi Gyula püspök (1887-1905) által létrehozott egyháztörténeti gyűjtemény és képtár, mely felbecsülhetetlen művelődéstörténeti és művészettörténeti értékű műtárgyakat (festményeket, klenódiumokat, textíliákat, liturgikus tárgyakat) őriz.
A templom körüli kertben két szobor is helyet kapott: 1960-ban állították fel a szentély szomszédságában azt a Jézus szobrot, melyet 1852-ben egy szélvihar döntött le a templom főhomlokzatának koronázópárkányáról, 1999-ben pedig Hám János püspök Lakatos Pál szobrászművész által készített mellszobrát állították a székesegyház főhomlokzata elé.
A székesegyház a partiumi klasszicista építészet legjelentősebb képviselőjeként monumentalitásával jelentős mértékben meghatározza a város főtérének jellegét.
Megjegyzés: A fenti szöveg Bara Júlia műemlékleírása Romániai magyar lexikonban

## A püspöki kripta
A templom alagsorában található a szatmári püspökök kriptája. Itt nyugszanak Szatmár püspökei, Nm. és Ft. Reizer Pál kivételével, akit - végakarata szerint - a híd melletti katolikus temetőben helyeztek örök nyugalomra, a papok parcellájában. Olyan jelentős püspökök sírhelyei találhatók itt, mint Hám János vagy Scheffler János.

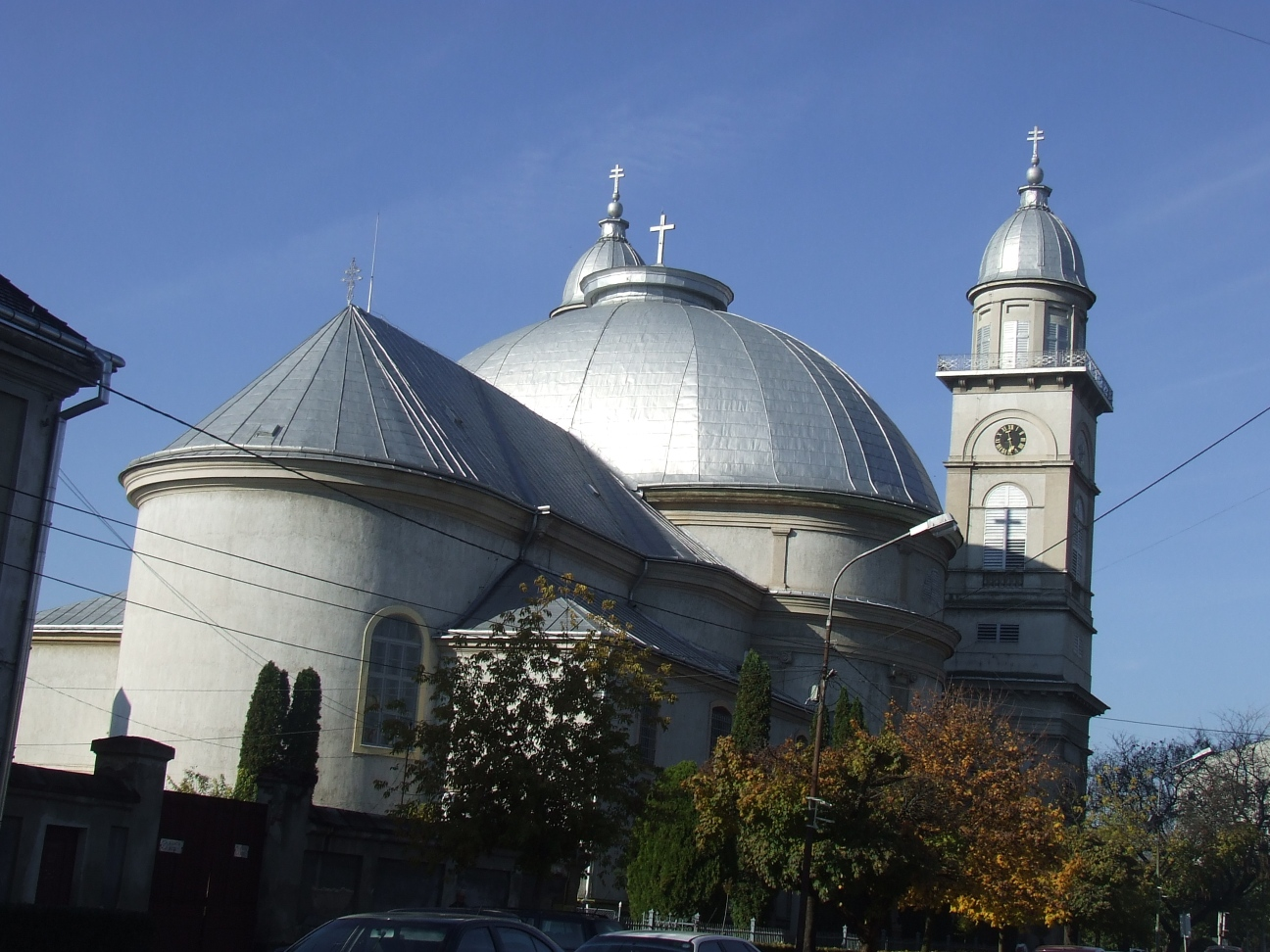
A templom szentélye, jobb oldalán a Meszlényi Gyula Egyházművészeti Gyűjteménynek helyet adó régi sekrestye

## A Meszlényi Gyula Egyházművészeti Gyűjtemény (Múzeum)[1][6]
A templom két oldalán elhelyezkedő emeletes sekrestyeszárnyak egyikében, az úgy nevezett „régi sekrestye” termeiben található a nagy adakozóról, Meszlényi Gyula püspökről elnevezett püspöki képtár és kincstár, mely ma múzeumként látogatható.
Anyagának nevezetesebb képei: Martinus Szankovics: Madonna (XVIII.. század), (Ismeretlen:) Madonna (XVIII.. század), a XX: századból: Kovács Mihály: Dr. Schlauch Lőrinc püspök arcképe, Geryling: Fischer István püspök arcképe, Refdinand Tomola: Rudnay Sándor arcképe.

## A plébánia és az egyházközség
A Székesegyház Plébániához tartozik Szatmárnémeti legnagyobb hívő közössége. Két lelkész és több nyugalmazott lelkész szolgálja a gyülekezetet.

### Papság

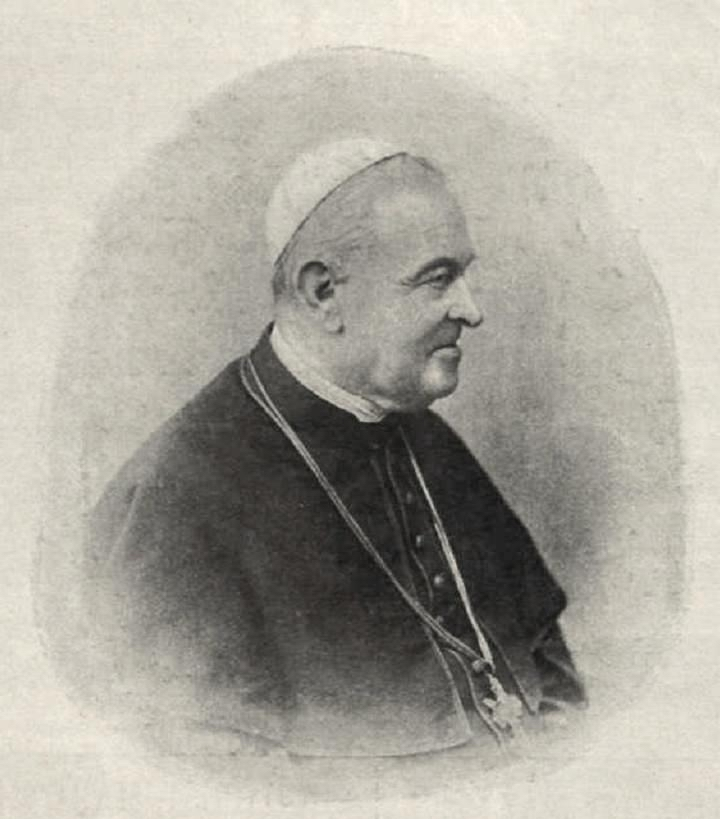
Meszlényi Gyula

- Főtisztelendő Hársfalvi Ottó, szatmári főesperes, általános helynök, székesegyházi plébános
- Tisztelendő Luczás Antal Lóránt, segédlelkész

### Kanonokok[7]

#### Nagyprépost
- Ft. Galambos Ferenc

#### Tiszteletbeli Prépost
- Ft. Dr. Cserháti István

#### Székesegyházi kanonokok
- Ft. Ardai L. Attila
- Ft. Galambos Ferenc
- Ft. Kirner Ferenc
- Ft. Láng Pál

#### Tiszteletbeli kanonokok
- Ft. Feigi György
- Ft. Groshardt Ferenc
- Ft. Heinrich Ferenc
- Ft. Knecht Béla
- Ft. Kühn Pál
- Ft. Lieb József
- Ft. Schönberger Ferenc
- Ft. Dr. Schupler Tibor
- Ft. Tyukodi Antal

#### Külföldi tiszteletbeli kanonokok
- Ft. Dr. Fugel Adolf
- Ft. P. Szőke János SDB

### Egyháztanács
- Ferencz Endre
- Gerényi Istvan
- Gönczy Gábor
- Havas Tamás
- Jurka László
- Komsa József
- Lepedus István
- Preg József
- Répásy Mária
- Scheitli Erik
- Szenes János
- Szilágyi Ernő
- Tallián Krisztián
- Zima János

### Felhasznált és idézett irodalom
- Bara Júlia: Római Katolikus Székesegyház, Szatmárnémeti
- Bura László: A szatmári székesegyház, (Ilk-Antal József fotóival), a Szatmári Római Katolikus Püspökség kiadványa, Szatmárnémeti, MASIB Sibiu nyomda, 1997.
- Bura László - et al: Szatmárnémeti kialakulása és fejlődése műemlékei tükrében, Identitas Alapítvány, Szatmárnémeti, 2002.
- Muhi Sándor: Szatmárnémeti katolikus templomai (Murvai György fotóival), a Szatmári Római Katolikus Püspökség kiadványa (Nm. és Ft. Reizer Pál védnökségével), Szatmárnémeti, 2000. ISBN 973-0-02207-0.
- Muhi Sándor: Szatmárnémeti (Városismertető), Szatmárnémeti, 2001 (készült: a zilahi Color-Print-Zilah nyomdában).